# Luigi Ontani
Luigi Ontani (Grizzana Morandi, 24 de noviembre de 1943) es un pintor y escultor italiano, un artista multifacético que se expresa utilizando variadas formas artísticas.

## Biografía y obra
Inició su carrera artística en los años setenta, cuando comienza a ser conocido por sus tableaux vivants: muestras escénicas filmadas y fotografiadas, en las cuales se presentaba enmascarado de diversos modos: de Pinocho a Dante, de San Sebastián a Baco. Es una práctica de accionismo que roza el kitsch (distinto del Accionismo Vienés, al cual pertenece Hermann Nitsch) y eleva el narcisismo personal a un nivel superior.
A lo largo de su extensa carrera Ontani ha expresado su creatividad y poética a través del uso de muchas técnicas heterogéneas: desde los "oggetti pelonatici" (1965-1969), hechos en escayola, a la "stanza delle similitudini", hecha de elementos recortados en cartón corrugado. A menudo ha anticipado el uso de técnicas sucesivamente adoptadas por otros artistas: los primeros videos filmados en Súper 8 fueron hechos entre 1969 y 1972. Con la obra "Ange Infidele", a partir de 1968 Ontani comienza a utilizar la fotografía. Desde el comienzo las obras fotográficas se distinguen por algunos elementos característicos: el sujeto es siempre el artista que recurre al propio cuerpo y rostro para personificar temas históricos, mitológicos, literarios y populares: los formatos elegidos son usualmente la miniatura y la gigantografía, y cada obra es considerada única. Desde finales de los sesenta en adelante son "Teofania" (1969), "San Sebastiano nel bosco di calvenzano, d'apres Guido reni" Tentazione," "Meditazione, d'apres de la Tour," " Bacchino" (1970), "Tell il Giovane," "Raffaello," "Dante," " Pinocchio" (1972), "Lapsus Lupus," el díptico "EvAdamo" (1973), "Leda e il Cigno" (1974), "I grilli e i tapetti volanti" a los cuales seguirán otros "d'apres", el primer ciclo indio "En route vers l'Inde, d'apres Pierre Lotti." Las primeras obras fotográficas son de importancia histórica dado que anticipan un fenómeno que tendrá difusión y popularidad a partir de los años ochenta.
Contemporáneamente a estas obras fotográficas Ontani empieza a realizar los primeros tableaux vivant. Desde 1969 a 1989 el artista realizó cerca de 30 de estas muestras, nuevamente anticipando las llamadas instalaciones multimedia, difundidas a partir de los años noventa, que se basan en la mezcla de varias tecnologías. Con la misma actitud ha realizado obras en papel maché, vidrio, madera (numerosas son sus máscaras realizas sobre todo en Bali en madera de Pule), y más raramente en bronce, mármol y tela. Notoria también es su obra en cerámica, fruto de la cooperación principalmente con la Bottega Gatti de Faenza, Venera Finocchiaro en Roma y el laboratorio Terraviva de Vietri. Particularmente renombradas son las máscaras "pineales," las "Ermestetiche," y las últimas grande obras como "GaneshaMusa" y "NapoleonCentaurOntano."
En todas estas circunstancias Ontani recurre a la téncnica no como un fin en si, sino como una ocasión para experimentar nuevas posibilidades y formular nuevas variaciones de los temas y sujetos que más le interesan: el propio viaje "transtórico" a través del mito, la máscara, el símbolo y la representación iconográfica. Ha expuesto en los principales museos y galerías del mundo, del Guggenheim al Centro Pompidou, del Frankfurt Kunstverein al Reina Sofía, ha participado en varias ediciones de las bienales de Venecia, Sídney, y Lyon. Recientemente ha tenido tres retrospectivas importantes en el MoMA de Nueva York (2001), el SMAK de Gante (2003-2004) y el MAMBO (2008).

## Principales muestras colectivas
- Bienal de Venecia (1972,1978,1984,1995)
- Centro Pompidou, París: "Identité italienne: Art en Italie depuis 1959" (1981)
- Museo Guggenheim, Nueva York: "Italian Art Now: An American Perspective" (1982)
- Frankfurt Kunstverein: "1960-1985 Aspekte der Italianische Kunst" (1986)
- VI Bienal de Sídney (1986)
- Centro de Arte Reina Sofía, Madrid: "La otra escultura. Treinta años de escultura italiana (1990)
- VII Trienal de Nueva Delhi (1991)

## Principales muestras personales
- Galleria San Petronio, Bologna: "Luigi Ontani" (1967)
- Galleria Lucio Amelio, Nápoles y L'Attico, Roma (1974)
- Fundación De Appel, Ámsterdam (1975)
- Sonnabend gallery, París, Nueva York (1976, 1977)
- The kitchen center for Video Music and performance, New York (1979)
- 121 art gallery, Amberes: "Ontani's Mask" (1983)
- Galleria dello Scudo, Verona: "Idea Aida del vero diffida" (1995)
- Frankfurter Kunstverein, Fráncfort: Luigi Ontani (1996)
- Sperone-westwater, Nueva York: "Ermestetiche" (1997)
- MoMA, Nueva York: "GaneshamUSA 1965-2001"(2001)
- Bangkok National Gallery, Bangkok: "AlnusThaiAurea" (2002)
- Kunsthalle, Viena: Le martyre de San Sebastien (2003)
- SMAK, Gante: "Genthara: Luigi Ontani" (2004)
- MAMBO, Bolonia: "Gigante3RazzEtà7ArtiCentAuro" (2008)